# Топалов Валерій Андрійович
Валерій Андрійович Топалов (нар. 23 травня 1953, смт Новгородське, тепер Донецької області) — український діяч, вибійник, секретар парторганізації КПУ шахти імені Артема виробничого об'єднання «Дзержинськвугілля» Донецької області. Народний депутат України 1-го скликання.

## Біографія
Народився у родині робітників.
Освіта середня спеціальна. У 1972 році закінчив Дзержинський гірничий технікум Донецької області, гірничий технік-електромеханік.
У 1972 році — гірничий майстер шахти імені Артема виробничого об'єднання «Дзержинськвугілля» міста Дзержинська (тепер — Торецька) Донецької області.
У 1972—1974 роках — служба в Радянській армії.
Член КПРС.
З 1974 року — вибійник, гірничий майстер, секретар парторганізації КПУ шахти імені Артема виробничого об'єднання «Дзержинськвугілля» міста Дзержинська Донецької області. Член профкому шахти.
У 1989 році — голова Дзержинського міського страйкового комітету Донецької області.
18.03.1990 року обраний народним депутатом України, 2-й тур, 50,03 % голосів, 5 претендентів. До груп, фракцій не входив. Член Комісії ВР України у справах жінок, охорони сім'ї, материнства і дитинства.

## Нагороди та звання
- знак «Шахтарська слава» II-го ст.
- знак «Шахтарська слава» III-го ст.